# Пол Волкер
Пол Волкер (англ. Paul Adolph Volcker; 5 вересня 1927, Кейп-Мей, Нью-Джерсі, США — 8 грудня 2019, Нью-Йорк) — американський економіст, голова Консультативної ради при Президентові США з економічного відновлення (з 6 лютого 2009) в адміністрації Барака Обами.
Раніше обіймав посади заступника міністра фінансів США (1969—1974), президента Федерального резервного банку Нью-Йорка (1975—1979) і голови правління Федеральної резервної системи США (1979—1987).
Під час свого перебування на посаді голови правління ФРС, Волкер отримав широку популярність завдяки заходам, відомим як «шок Волкера», які поклали край високому рівню інфляції, що спостерігався в США протягом 1970-х і початку 1980-х років.

## Життєпис
Народився 5 вересня 1927 в місті Кейп-Мей, штат Нью-Джерсі. У 1949 закінчив Принстонський університет. У 1951 отримав ступінь магістра у школі управління Гарвардського університету.
З 1952 до 1957 працював економістом в Федеральному резервному банку Нью-Йорка
У 1957—1961 працював економістом в Chase Manhattan Bank.
У 1962—1965 працював економістом у міністерстві фінансів США.
У 1965 повернувся до Chase Manhattan Bank та працював віце-президентом та директором з планування.
У 1969—1974 був заступником міністра фінансів з валютних питань.
У 1974—1975 був співробітником Школи громадських і міжнародних досліджень імені Вудро Вільсона в Принстонський університеті.
У 1975—1979 був президентом Федерального резервного банку Нью-Йорка.
У 1979 був призначений головою правління Федеральної резервної системи та залишався на цьому посту до 1987.
Потім Волкер став головою правління інвестиційної компанії Wolfensohn & Co. В 1995, після призначення засновника фірми Джеймса Вулфенсона головою Світового банку, Волкер став виконавчим директором.
Новообраний президент США Барак Обама запропонував 26 листопада 2008 р. створити Консультативну раду з економічного відновлення при президенті США. Указ про створення Ради і призначення Волкера головою Ради Барак Обама підписав 6 лютого 2009 р..

## Громадська діяльність
Член «Групи тридцяти».